# 額楚
額楚（？—1680年 ），烏扎拉氏，滿洲鑲黃旗人，先世居薩哈勒察。順治初，克西平劉洪起，授牛彔額真。迭進三等阿達哈哈番。鄭成功進犯金陵，額楚自荊州馳援，大破鄭成功，進二等。再遷江寧副都統。康熙七年，遷江寧將軍。三藩之亂時，額楚克徽州、饒州、安仁、弋陽等地。又領江寧兵赴廣東。康熙十九年，卒。

## 延伸阅读
[在维基数据编辑]
 《清史稿·卷258》，出自趙爾巽《清史稿》